# Кангарський союз
Кангарський союз — ранньосередньовічна тюркська держава, що утворилося внаслідок занепаду Західнотюркського каганату. Вело запеклі війни з Хозарським каганатом. Було знищено кимаками і огузами.

## Історія
До тепер точаться суперечки щодо назви й походження кангарів. Сходяться на думці, що це були тюркські племена, які взяли собі назву на честь земельплемен кангли або держави Кангюй. Кангари були частиною Тюркського каганату, а з 604 року — Західнотюркського каганнату.
659 року після підкорення каганату танськими військами кангари здобули самостійність. Вони встановили владу від Балхашу до Сирдар'ї. Васалами кангарів стали огузи в Жетису, кимаки в долині Іртиша, кумани в Мугоджарі і кипчаки на півночі.
У 690-х роках Кангарський союз стикнувся з Тюргеським каганатом, що претендував на панування в долині Сирдар'ї. Водночас присирдар'їнські міста постали невдоволені обмеженням своїх прав. Їх підтримали согдійські князі Бухари, Самарканда і Фергани. Втім на початкуVIII ст. проти согдійців виступив Дамаскський халіфат, внаслідок чого зусилля согдійців та тюргешів були спрямовані протиарабів. Завдяки цьому кангари втримали владу над присирдар'їнськими містами, але зберегли їх привілеї.
У 710-х роках араби зуміли підкорити Хорезм, Бухару й Самарканд. За цим вони здійснюють набіги на Сигнак, Дженд, Ясси та інші міста підвладні Кангарському союзу. Водночас посилюється Другий східнотюркський каганат, що розширює свою владу в долині річки Ілі та озера Балхаш. Огузи і кимаки визнають владу останнього.
Ситуація змінюється у 716 році, коли відновлюється Тюргеський каганат та починаються війни Другого східнотюркського каганату з імперією Тан. В цей час основним суперником Кангарського союзу стають араби, що намагаються захопити область Чач на півдні. У 740-х роках танські війська завдають нищівного удару по Східнотюркському каганату. Водночас починається війна кимаків й огузів проти Кангарського союзу, й огузів проти уйгурів за спадщину Тюргеського каганату.
Близько 750 року Кангарський союз зазнав поразки від кимаків й огузів, внаслідок чого розпався. Східні кангари увійшли до Огузької держави, а західні кангари у 880-х роках в Хозарського каганату захопили землі між Уралдом і Волгою, де створили протодержаву. Втім їх було переможено у 890-х роках, внаслідок чого рушили до Азовського моря, на шляху знищивши угорський союз, який рушив на захід, а самі західні кангари оселилися в Приазов'ї та Причорномор'ї під ім'ям печенігів.

## Територія і населення
Охоплювала землі від Уралу до Балхашу. Північний кордон далеко заходив у Сибір. Основу становили кангари (8 племен). також мешкали кимаки, кипчаки, кумани, в містах — переважно согдійці та давні тюрки.